# Lunchbox (sång)
Lunchbox är en sång framförd av Marilyn Manson. Sången, som är bandets andra singel från debutalbumet Portrait of an American Family, är skriven av Marilyn Manson, Daisy Berkowitz och Gidget Gein.
Låten handlar om en pojke som blir mobbad i skolan. Han längtar efter den dag då han har blivit stor och är en firad rockstjärna, som ingen sätter sig på ("So no one fucks with me"). I väntan på detta gör han sig redo med sin matlåda (lunchbox) i metall. Nästa person som ger sig på honom kommer att ångra sig ("Next motherfucker gonna get my metal").
Den första versionen av "Lunchbox" återfinns på demokassetten After School Special, utgiven 1991 av Marilyn Manson & the Spooky Kids.
"Down in the Park" utgör en cover på en låt med Tubeway Army, skriven av Gary Numan.

## Musikvideo
Musikvideon regisserades av Richard Kern. Bandet spelar på en rullskridskobana. Scenerna med bandet varvas med scener där en pojke blir mobbad av andra elever. Hans tålamod tar slut; han klipper sitt hår och drömmer om att bli en rockstjärna. Pojken tar med sig sin matlåda till rullskridskobanan, där Marilyn Manson tänder eld på den.

## Låtförteckning
CD-singel USA
1. "Lunchbox" – 4:34
2. "Next Motherfucker" (Remix) – 4:48
3. "Down in the Park" (Gary Numan-cover) – 5:01
4. "Brown Bag" (Remix) – 6:19
5. "Metal" (Remix) – 5:25
6. "Lunchbox" (Highschool Drop-outs) – 4:35

Promosingel (USA)
1. "Lunchbox" (Highschool Drop-outs) – 4:39
2. "Lunchbox" – 4:34
3. "Down in the Park" – 5:01

## Medverkande
- Marilyn Manson – sång
- Daisy Berkowitz – gitarr
- Madonna Wayne Gacy – hammondorgel
- Sara Lee Lucas – trummor
- Gidget Gein – elbas
- Twiggy Ramirez